# أيه بي سي (لغة برمجة)
اي بي سي هي لغة برمجة أمرية تتميز بالنوعية القوية ودعم تعدد الأشكال، تم تطويرها في مركز الرياضيات وعلوم الحاسوب، كما أنها ساهمت بشكل مهم في تطوير لغة بايثون. لغة ABC كان لها تأثير كبير على لغة بأيثون, تصميم جيدو فان روسم , الذي عمل سابقًا لعدة سنوات على نظام ABC في منتصف الثمانيات 

## ميزات
يذكر مصمموا اللغة ان حجم البرامج المكتوبة بلغة ABC تعادل ربع حجم نفس البرامج المكتوب بلغة باسكال أو لغة سي 
- تحتوي اللغة على 5 انواع بيانات فقط
- لا تطلب التصريح عن المتغير
- تدعم البرمجة بطريقة top-down programming
- تنسيق الجمل البرمجية بأسلوب الإزاحة Indentation style
- تدعم العمليات على الارقام الكبيرة، حجم بيانات list و string غير محدود

## مثال
دالة بلغة ABC لتجميع كلمة "words" من ملف
```
 HOW TO RETURN words document:
    PUT {} IN collection
    FOR line IN document:
       FOR word IN split line:
          IF word not.in collection:
             INSERT word IN collection
    RETURN collection

```